# Hanamigawa-ku
Hanamigawa (花見川区, Hanamigawa-ku) est l'un des six arrondissements de la ville de Chiba au Japon. Il est situé au nord-ouest de la ville.
En 2016, sa population est de 179 034 habitants pour une superficie de 34,19 km2, ce qui fait une densité de population de 5 240 hab./km2.

## Transport publics
L'arrondissement est desservi par la ligne Chūō-Sōbu de la compagnie JR East et la ligne Chiba de la compagnie Keisei.